# Xian de Hongyuan
Le xian de Hongyuan (红原县 ; pinyin : Hóngyuán Xiàn) est un district administratif de la province du Sichuan en Chine. Il est placé sous la juridiction de la préfecture autonome tibétaine et qiang d'Aba.

## Démographie
La population du district était de 34 751 habitants en 1999.